# Hechingen
Hechingen (in alemanno Hächenga), denominata Zollernstadt (la città sotto il Castello degli Hohenzollern), è una città del Baden-Württemberg in Germania a circa 60 km a sud di Stoccarda. Fino al 31 dicembre 1972 Hechingen era capoluogo dell'omonimo circondario rurale e forma oggi un centro medio per i comuni circostanti. Assieme ai confinanti comuni di Rangendingen e Jungingen forma una Comunità amministrativa.

## Geografia fisica

### Posizione
Hechingen si trova nella valle del torrente Starzel, un affluente del Neckar, nelle immediate vicinanze (4,5 km dal centro) del famoso Castello degli Hohenzollern.

### Suddivisione amministrativa
Alla Città di Hechingen appartengono le frazioni di Boll, Schlatt, Bechtoldsweiler, Sickingen, Stein, Beuren, Weilheim e Stetten, che erano comuni autonomi fino alla Riforma territoriale degli anni settanta del XX secolo.

## Storia

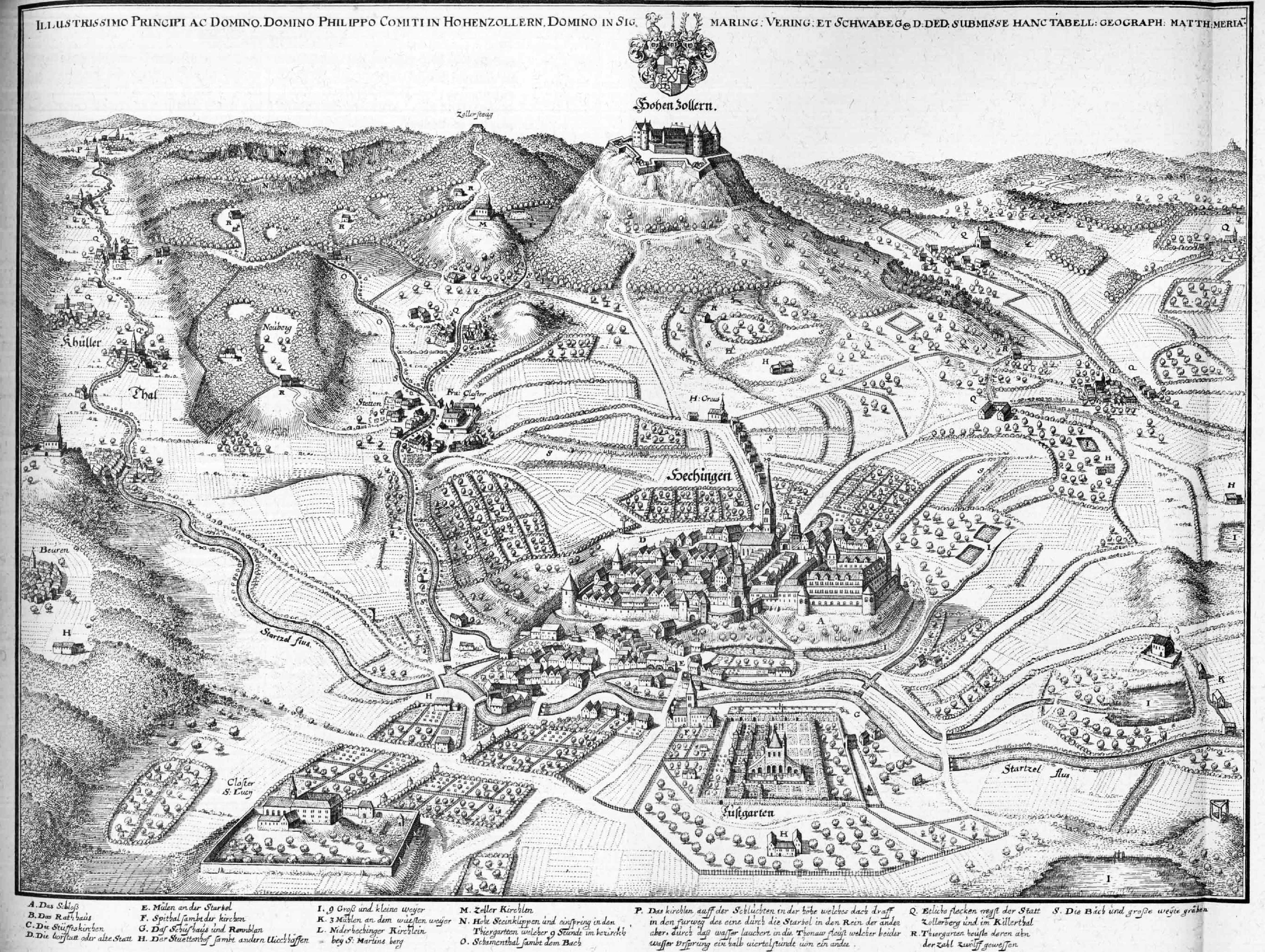
Hechingen con il Castello degli Hohenzollern (Incisione del Merian, 1650 ca.)

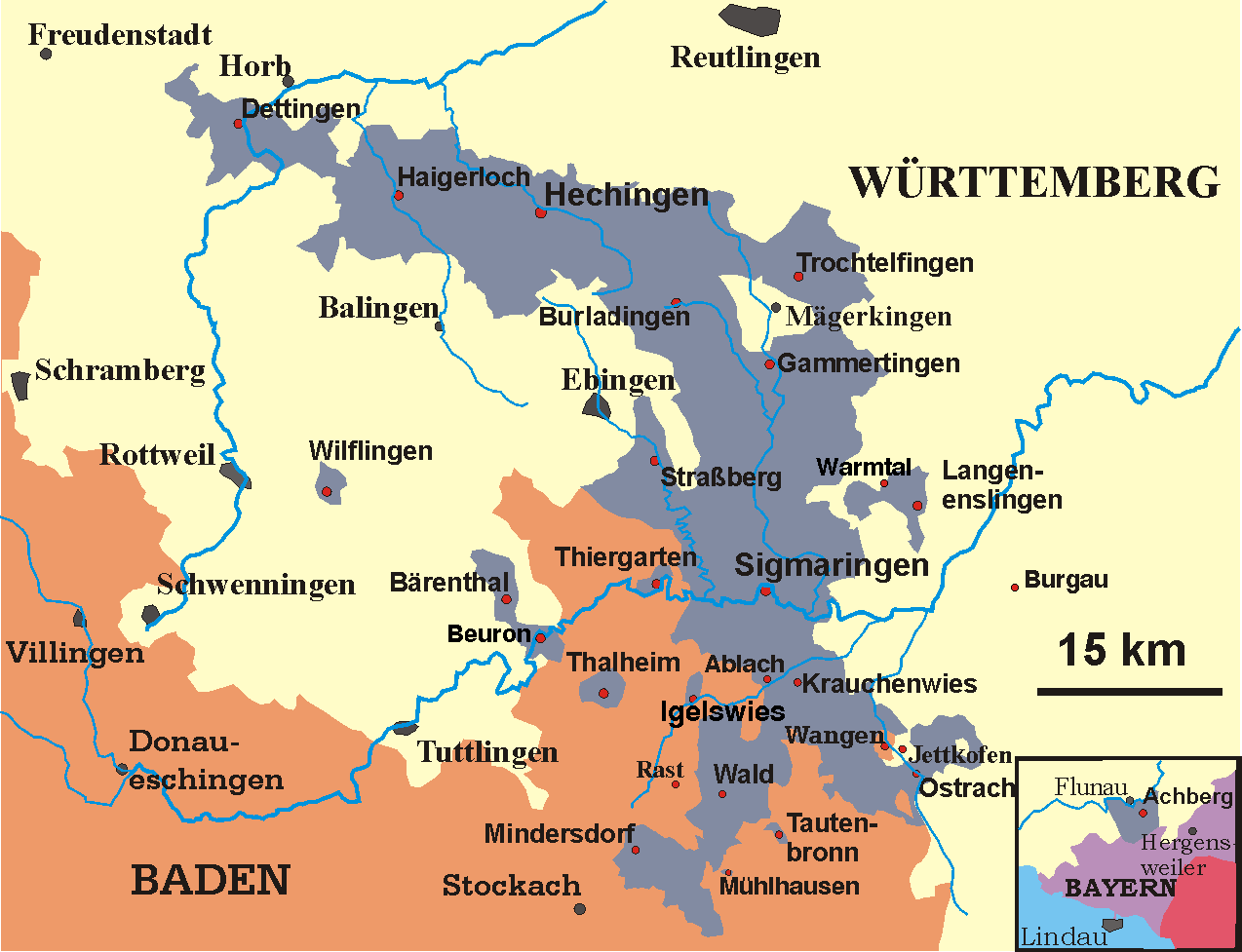
Il Principato di Hohenzollern dopo il 1849

Hechingen viene menzionata per la prima volta nel 786 in un documento del Convento di San Gallo nell'odierna Svizzera.
Il conferimento dello statuto di città avviene nel 1255.
A partire dall'XI secolo, Hechingen appartiene ai conti di Zollern e dal 1360 alla Contea di Württemberg.
Nel 1429 passa agli Hohenzollern e, dopo esser stata residenza dei principi di Hohenzollern-Hechingen, nel 1850, assieme a quest'ultimo, alla Prussia.
Hechingen fu Oberamtsstadt (paragonabile ad un odierno capoluogo di circondario) nel Distretto governativo prussiano di Sigmaringen.
Di particolare significato per la storia della città di Hechingen era il contributo della popolazione ebrea che incentivava soprattutto l'industrializzazione e animava la vita culturale.
Durante il periodo del nazionalsocialismo, la popolazione ebrea venne deportata e uccisa (Riga-Kaiserwald, Ghetto di Izbica, Mauthausen, ecc.).
La sinagoga della città, distrutta nel 1938 durante i Pogrom di novembre da parte delle SA locali e di Reutlingen, venne restaurata alla fine degli anni settanta e viene oggi utilizzata per fini culturali e per la cura della memoria della storia ebrea della città.  Dal 21 marzo 2003 viene nuovamente utilizzata anche come tempio.

## Politica

### Consiglio comunale
Le elezioni comunali del 13 giugno 2004 hanno determinato la seguente suddivisione dei seggi:
- CDU – 13 seggi
- FWV – 10 seggi
- SPD – 7 seggi
- FDP – 2 seggi

### Stemma
Lo stemma di Hechingen mostra uno scudo inquartato d'argento (bianco) e nero.

## Amministrazione

### Gemellaggi
Hechingen è gemellata con:
- Joué-lès-Tours, dal 1973
- Limbach-Oberfrohna, dal 1990
- Hódmezővásárhely, dal 1994[2]
- Haarlemmermeer

## Cultura e monumenti

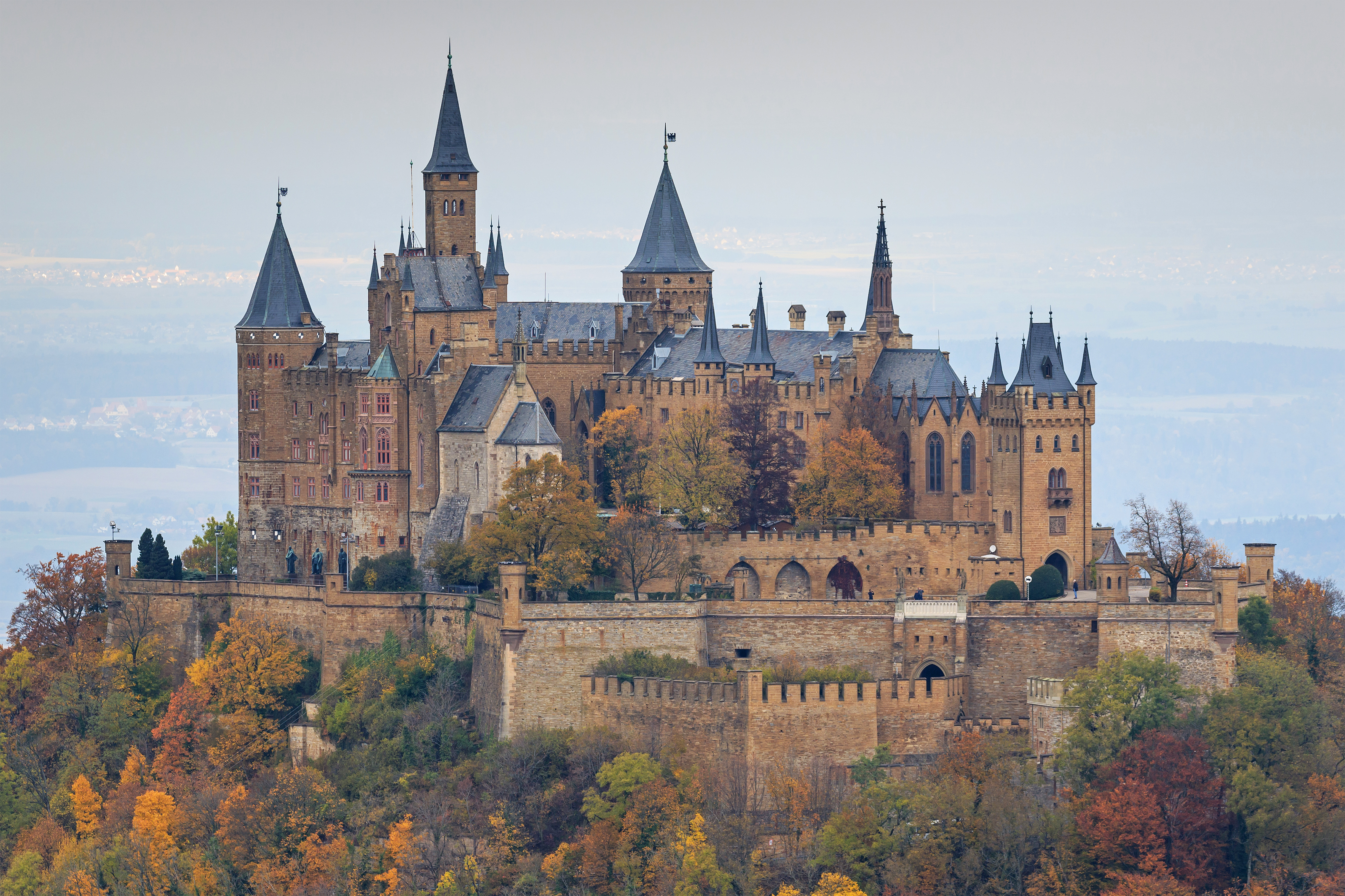
Castello degli Hohenzollern

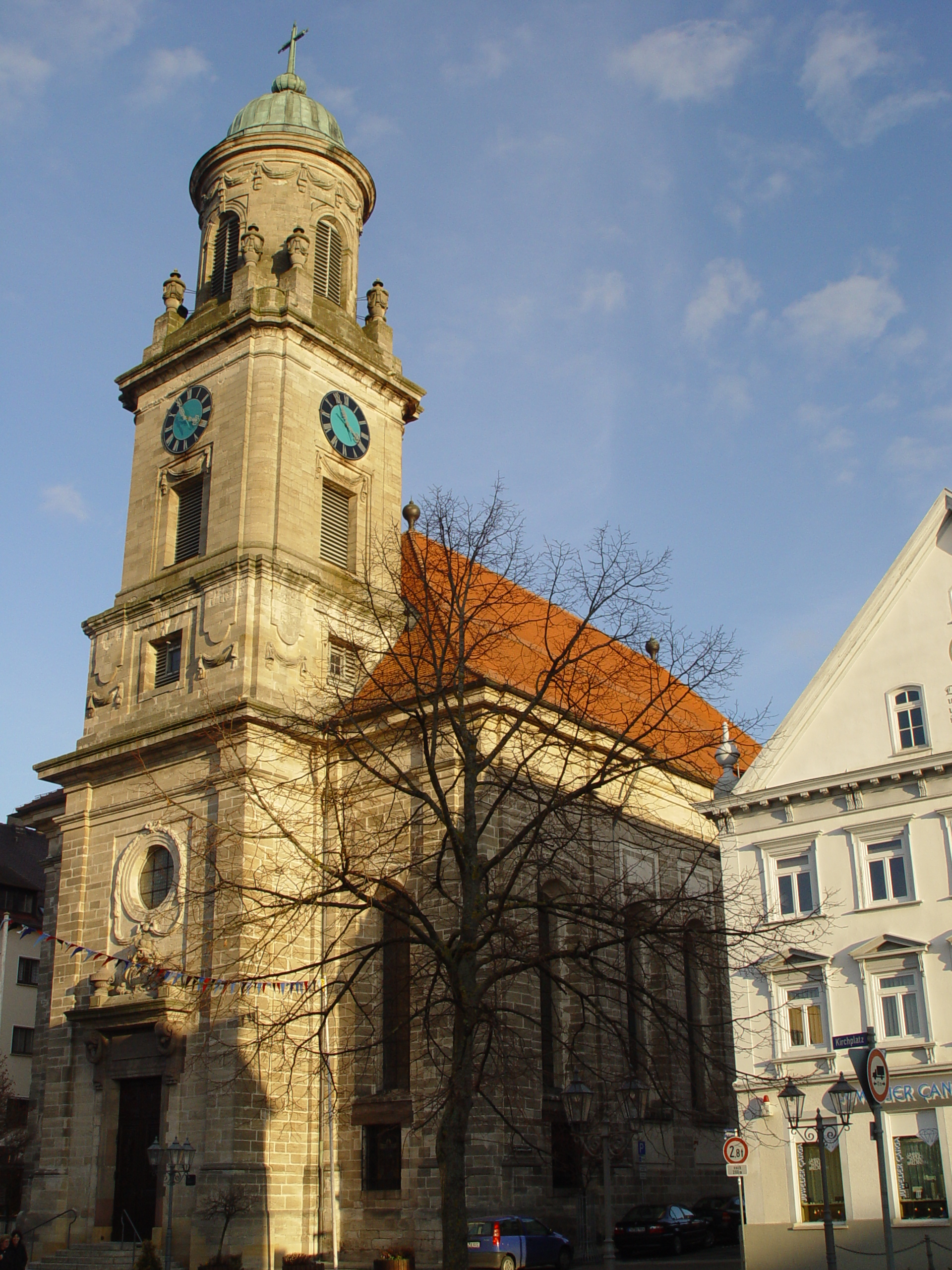
Chiesa abbaziale di San Giacomo

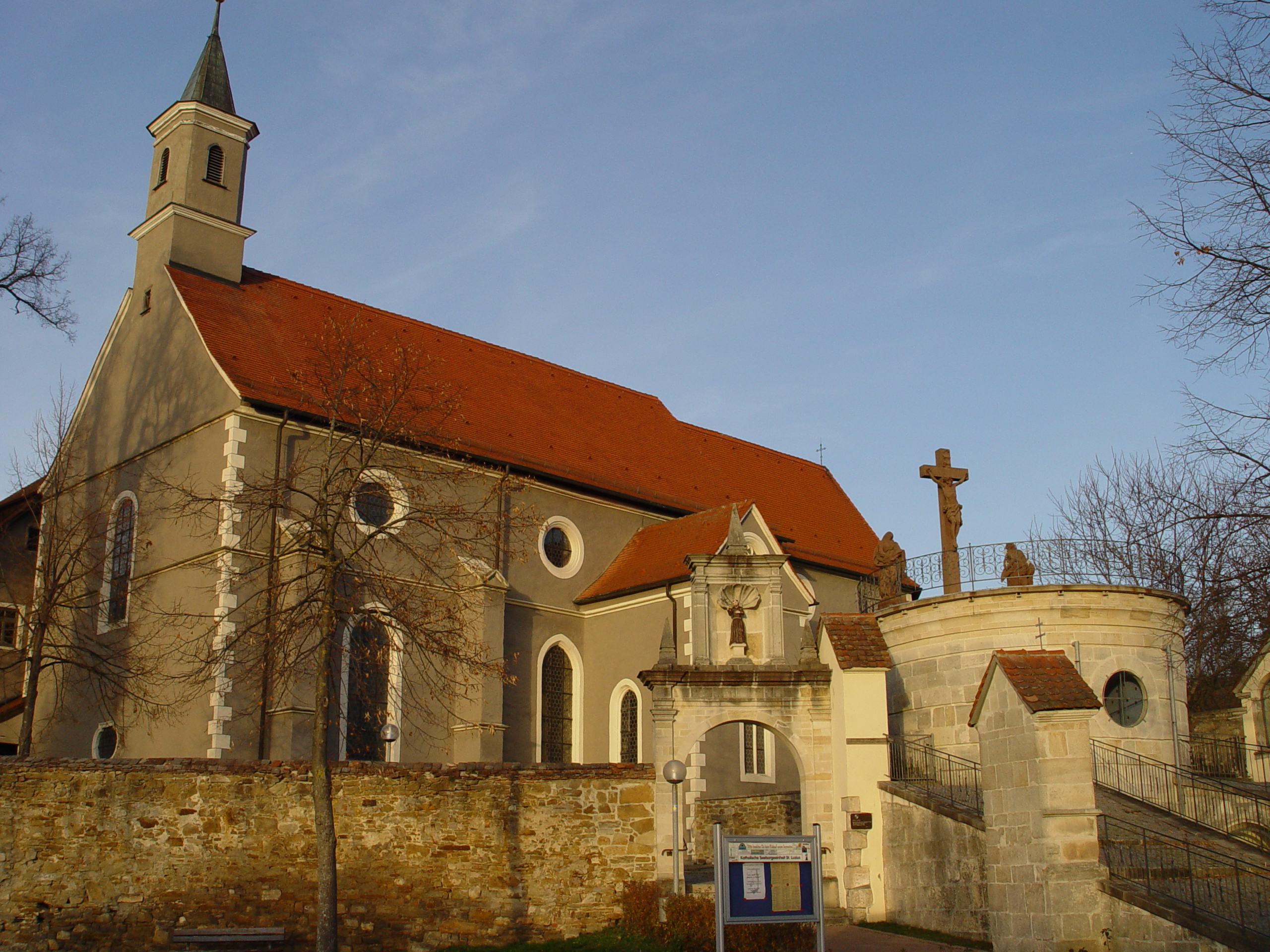
Chiesa di San Lucio

Hechingen è collocata sulla Hohenzollernstraße (Strada degli Hohenzollern).

### Musei
- Römisches Freilichtmuseum (Museo all'aperto della testimonianza romana) di Hechingen-Stein
- Hohenzollerisches Landesmuseum (Museo regionale dello Hohenzollern) nel Castello Vecchio
- Heimatmuseum (Museo locale) di Hechingen-Stetten

### Edifici
- Castello degli Hohenzollern (sul territorio comunale di Bisingen)
- Collegiata di San Giacomo (Stiftskirche Sankt Jakobus), costruzione classicistica di Pierre Michel d'Ixnard sotto Principe Giuseppe Federico Guglielmo di Hohenzollern-Hechingen
- Chiesa di San Lucio (Sankt Luzen), costruzione degli anni 1586-89 secondo le indicazioni del Conte Eitel Friedrich IV di Hohenzollern-Hechingen
- Castello di Lindich
- Sinagoga, costruita nel 1767
- Chiesa Convento (Klosterkirche) di Hechingen-Stetten
- Santuario di Maria Zell nei pressi di Hechingen-Boll

## Economia e infrastruttura

### Trasporti
Hechinge è collocata sulla Stradale federale n.27 (B27) che collega la città verso nord all'area metropolitana di Stoccarda e verso sud con Sciaffusa in Svizzera.
Il trasporto pubblico viene effettuato da parte del Verkehrsverbund Neckar-Alb-Donau (Consorzio trasporti Neckar-Giura-Danubio).

### Media
A Hechingen sono disponibili, con relativa edizione locale, i quotidiani Zollernalbkurier, Schwarzwälder Bote e Hohenzollerische Zeitung.
È inoltre possibile ricevere via cavo il canale televisivo RTF.1.

### Tribunali, uffici e istituzioni
Hechingen è sede di un Landgericht (Corte d'appello) a cui sono assoggettati gli Amtsgericht (tribunali) di Albstadt, Balingen, Hechingen e Sigmaringen.
La città è anche sede del Decanato di Zollern nell'ambito dell'Arcidiocesi di Friburgo in Brisgovia.